# Mieczyslaw Kalinowski
Die Mieczyslaw Kalinowski war ein Semicontainerschiff vom Typ B438 der Polskie Linie Oceaniczne, das am 19. Dezember 1975 an einem Schiffsunfall auf der Elbe mit den Schiffen Uwe und Wiedau beteiligt war.

## Geschichte
Die Mieczyslaw Kalinowski wurde unter der Baunummer 651 auf der Werft Stocznia Gdańska („Leninwerft“) in Danzig gebaut. Der Stapellauf fand am 18. August 1973 statt. Am 31. Dezember desselben Jahres wurde das Schiff an die Polskie Linie Oceaniczne (PLO) übergeben. Namensgeber des Schiffes war der polnische Politoffizier und Soldat des Zweiten Weltkrieges, Mieczyslaw Kalinowski (1907–1943). Es war das zweite in Polen gebaute Containerschiff. 
Im Jahr 1991 wurde das Schiff in Ocean Regina und 1992 in Ocean Trader umbenannt.

### Unfall am 19. Dezember 1975
Am 19. Dezember 1975 kollidierte die Mieczyslaw Kalinowski auf der Elbe bei starken Nebel von See kommend mit dem Frachtschiff Wiedau. Durch die Wucht der Kollision drückte sie den Bug der Wiedau in Richtung des mitlaufenden Binnenschiffes Uwe, das von der Wiedau überfahren und in zwei Teile getrennt wurde.

## Schiffsbeschreibung
Die Mieczyslaw Kalinowski war ein Semicontainerschiff, das gleichzeitig Container und Stückgut laden konnte. Sie war mit 10.116 BRT bzw. 5640 NRT vermessen. Bei einer Länge von 161,0 Meter, einer Breite von 22,9 Meter und einem Tiefgang von 9,7 Meter hatte sie eine Tragfähigkeit von 11.684 Tonnen. Ihre Antriebsanlage bestand aus einem Sechszylinder-Sulzer-Cegielski-Dieselmotor des Typs 6RD90 mit einer Leistung von 17.400 PS. Sie konnte eine Geschwindigkeit von 21 Knoten erreichen und galt als Schnellfrachter. Zu ihrem Ladegeschirr gehörte ein 60-Tonnen-Stülcken-Schwergutbaum.